# Horoduvatka, Șîroke
Horoduvatka (în ucraineană Городуватка) este un sat în comuna Andriivka din raionul Șîroke, regiunea Dnipropetrovsk, Ucraina.

## Demografie
Componența lingvistică a localității Horoduvatka
     Ucraineană (96,67%)
     Rusă (3,33%)
Conform recensământului din 2001, majoritatea populației localității Horoduvatka era vorbitoare de ucraineană (96,67%), existând în minoritate și vorbitori de rusă (3,33%).